# Lapad
Lapad je gradski kotar grada Dubrovnika koji se nalazi na istoimenom poluotoku.

## Općenito
Lapad je  dio grada u kojem se nalazi većina dubrovačkih hotela i plaža u Uvali Lapad, te stambenih i poslovnih objekata.

## Zemljopisni položaj
Lapad se nalazi na istoimenom poluotoku, ispod brda Petka. Smješten je 1 km zapadno od starog Grada, između dubrovačkog predjela Boninovo na istoku, prevlake Batala na sjevero-istoku, gruškog zaljeva na sjeveru te Babinog Kuka i rta Solitudo na zapadu.

## Povijest

### Nastanak i razvoj
Lapad je u početku bio dio grada gdje su na lapadskom dijelu obale Gruškog zaljeva, izgrađeni prvi ljetnikovci dubrovačke vlastele za vrijeme Dubrovačke Republike. Razvojem turizma u Dubrovniku započeo je i nagli razvoj Lapada, pa je shodno tome većina današnjih dubrovačkih hotela izgrađena baš u Lapadu.

### Domovinski rat
Tijekom Domovinskog rata mnogi su objekti u Lapadu doživjeli teška oštećenja a neki su u potpunosti uništeni. Hoteli Libertas, Plakir, Vis II, Pallace ali i mnogi drugi su bili u potpunosti uništeni i devastirani a obnova nekih od njih još uvijek je u tijeku.
Svi lapadski hoteli su bili prenamijenjeni u centre za izbjeglice sa šireg dubrovačkog područja.

## Stanovništvo
Gradski kotar Lapad ima oko 12 000 stanovnika velikom većinom Hrvata.

## Nazivi naselja
Lapad je podijeljen u nekoliko naselja:
- Batala
- Solitudo
- Lapadska obala
- Babin Kuk
- Uvala Lapad
- Motovjerna
- Square
- Rašica
- Gorica Sv. Vlaha
- Medarevo
- Hladnica
- Bulevar

## Gospodarstvo
Lapad je turistički i ekonomski najrazvijeniji dio grada Dubrovnika. U njemu je smještena većina dubrovačkih hotela, hotelsko turističkih centara, brojne turističke i rent-a-car agencije, plaže i ostali turistički sadržaji, društveno-opskrbni centar DOC, tržnica i najuređenija dubrovačka šetnica u Uvali Lapad.
U Lapadu se nalaze sjedište Atlantske plovidbe Dubrovnik, uspješnog pomorskog brodara koji danas osim u pomorstvu ima važnu ulogu u turizmu i avio prijevozu.
Osim Atlantske plovidbe, tu su i uredi Grand Circle Cruise lines, američke putničke tvrtke, koja u Lapadu ima svoj ured, i odakle se upravlja dijelom tvrtke.
Stanovništvo Lapada u velikom dijelu iznajmljuje privatne apartmane koji su izgrađeni u obiteljskim kućama, turistima i ostalim gostima grada.
U Lapadu se nalazi i dubrovačka opća bolnica Sv. Vlaho te nogometni stadion i sportska dvorana.

## Promet
Lapad je s ostalim dijelovima grada povezan redovitim linijama 4 (Pile-hotel Palace), 5 (Viktorija-hotel Neptun), 6 (Pile-Dubrava Babin Kuk),7 (Kantafig-Dubrava Babin Kuk), 9 (Pile-Medarevo) javnog prometnog poduzeća Libertas.
Kao tradicionalni obrt i zanimljivost treba navesti vezu Hotel Lapad-Placa Gruž koju već dugo vremena brodicama vrše vrijedni obrtnici, nekada s brodicama na vesla, a danas na motor.

## Vanjske poveznice
Plaže u Uvali Lapad  Arhivirana inačica izvorne stranice od 15. travnja 2015. (Wayback Machine)